# Sylvia Serfaty
Sylvia Serfaty, née en 1975, est une mathématicienne française et professeure à l'université Pierre-et-Marie-Curie, lauréate du prix Henri-Poincaré en 2012.

## Parcours universitaire
Sylvia Serfaty étudie à l'École normale supérieure où elle entre en 1994, classée première. Elle obtient un doctorat en mathématiques de l'université Paris-Sud en 1999. Sa thèse, réalisée sous la direction de Fabrice Bethuel, traite des solutions stables de l'équation aux dérivées partielles de la théorie de Ginzburg-Landau en présence de champ magnétique.
Elle est recrutée comme chargée de recherches au CNRS en 1999 et obtient son habilitation à diriger les recherches en 2002. Elle mène une double carrière d'abord au CNRS et au Courant Institute of Mathematical Sciences de l'université de New York (2001-2008), puis à partir de 2008 comme professeur à l'université Pierre-et-Marie-Curie, au sein du laboratoire Jacques-Louis Lions et au Courant Institute of Mathematical Sciences, où elle est Global Distinguished Professor. Depuis 2016, elle est professeur, puis depuis 2018 Silver Professor au Courant Institute.

## Recherches et distinctions
En 2004, elle reçoit le prix de la Société mathématique européenne pour ses travaux sur l'étude asymptotique des équations de la théorie de Ginzburg-Landau, ainsi que pour son travail (avec François Alouges et Tristan Rivière) sur des problèmes en calcul variationnel perturbés par une singularité. Ces deux travaux sont utiles en magnétique (supraconductivité).
En 2012, elle est l'un des quatre lauréats du prix Henri-Poincaré.
En 2013, elle obtient, conjointement avec Pierre Vanhove, le prix Mergier-Bourdeix de l'Académie des sciences de Paris. Le communiqué de l'Académie des sciences mentionne : « Les travaux de Sylvia Serfaty portent sur l’analyse des équations aux dérivées partielles non linéaires issues de la physique, principalement la supraconductivité, mais aussi le micro
-magnétisme, les gaz de Coulomb et les collisions de vortex dans l’équation de Ginzburg-Landau d’évolution. L’explication de l’émergence du réseau triangulaire d’Abrikosov est un énorme défi sur lequel Sylvia Serfaty (en collaboration avec E. Sandier)
a réalisé une percée spectaculaire grâce à l’introduction d’une énergie dite « renormalisée », qui gouverne la position des vortex. Ce concept prend sa source dans les travaux de Bethuel-Brezis-Hélein (1994) concernant un modèle simplifié qui n’était pas réaliste d’un point de vue physique : l’adaptation au véritable modèle physique a exigé plus de dix années d’efforts, de vision et courage face à des calculs à priori inextricables. La technologie mise en place, s’applique à de nombreux autres contextes où apparaissent des phénomènes de cristallisation. »
Elle a été conférencière invitée au Congrès international des mathématiciens de 2006, à Madrid, et conférencière plénière à celui de 2018, à Rio.
En 2014, elle est nommée membre du Conseil stratégique de la recherche.
En 2019, elle est élue membre de l'American Academy of Arts and Sciences.
Elle est lauréate de la Chaire d'Excellence de la FSMP en 2022.
En 2024, elle remporte le prix Maryam-Mirzakhani.
 Chevalière de l'ordre national du Mérite 

### Documents sonores
- "Sylvia Serfaty, la boss des maths" - Premières Dames, le podcast (février 2020)
- Interview vidéo de Sylvia Serfaty
- BnF - Cycle Un texte, un mathématicien - Le calcul révolutionnaire du jeune mathématicien turinois (Lagrange) - Conférence de Sylvia Serfaty du 4 avril 2012